# 서천향교
서천향교(舒川鄕校)는 대한민국 충청남도 서천군 서천읍에 있는 조선시대의 향교이다. 1997년 12월 23일 충청남도 기념물 제130호로 지정되었다.

## 개요
향교는 공자와 여러 성현께 제사를 지내고 지방민의 교육과 교화를 위해 나라에서 세운 교육기관이다.
서천향교를 세운 시기는 정확하게 알 수 없으나, 조선 전기 전국적으로 많은 향교를 세운 시기에 지은 것으로 추정한다. 이후 여러 차례 보수한 기록이 있으며, 고종(재위 1863∼1906) 때 크게 고쳐 지었다.
건물 배치는 앞쪽에 학문을 배우는 공간인 명륜당이 있고 뒤쪽에 제사 공간인 대성전이 있는 전학후묘 형태를 따르고 있다. 대성전 좌우에 동무와 서무가 있고, 강당인 명륜당 좌우에 학생들의 기숙사였던 동재와 서재가 있다. 이외의 건물로는 홍살문, 내삼문, 외삼문 등이 있다.

## 같이 보기
- 향교

## 참고 자료
- 서천향교 - 국가유산청 국가유산포털